# Hervartov
Hervartov este o comună slovacă, aflată în districtul Bardejov din regiunea Prešov. Localitatea se află la altitudinea de 450 m deasupra n.m., se întinde pe o suprafață de 9,87 km2 și în 2017 număra 514 locuitori.

## Istoric
Localitatea Hervartov este atestată documentar din 1406.

## Demografie
| An:                | 1994 | 2004   | 2014   | 2024   |
| ------------------ | ---- | ------ | ------ | ------ |
| Număr de persoane: | 495  | 507    | 494    | 518    |
| Diferență:         |      | +2,42% | −2,56% | +4,85% |

| An:                | 2023 | 2024   |
| ------------------ | ---- | ------ |
| Număr de persoane: | 524  | 518    |
| Diferență:         |      | −1,14% |